# Scytodes jousseaumei
Scytodes jousseaumei är en spindelart som beskrevs av Simon 1907. Scytodes jousseaumei ingår i släktet Scytodes och familjen spottspindlar. Inga underarter finns listade i Catalogue of Life.